# Поляна (Сисертський міський округ)
Поля́на (рос. Поляна) — селище у складі Сисертського міського округу Свердловської області.
Населення — 24 особи (2010, 33 у 2002).
Національний склад населення станом на 2002 рік: росіяни — 91 %.